# Bojová plemena psů

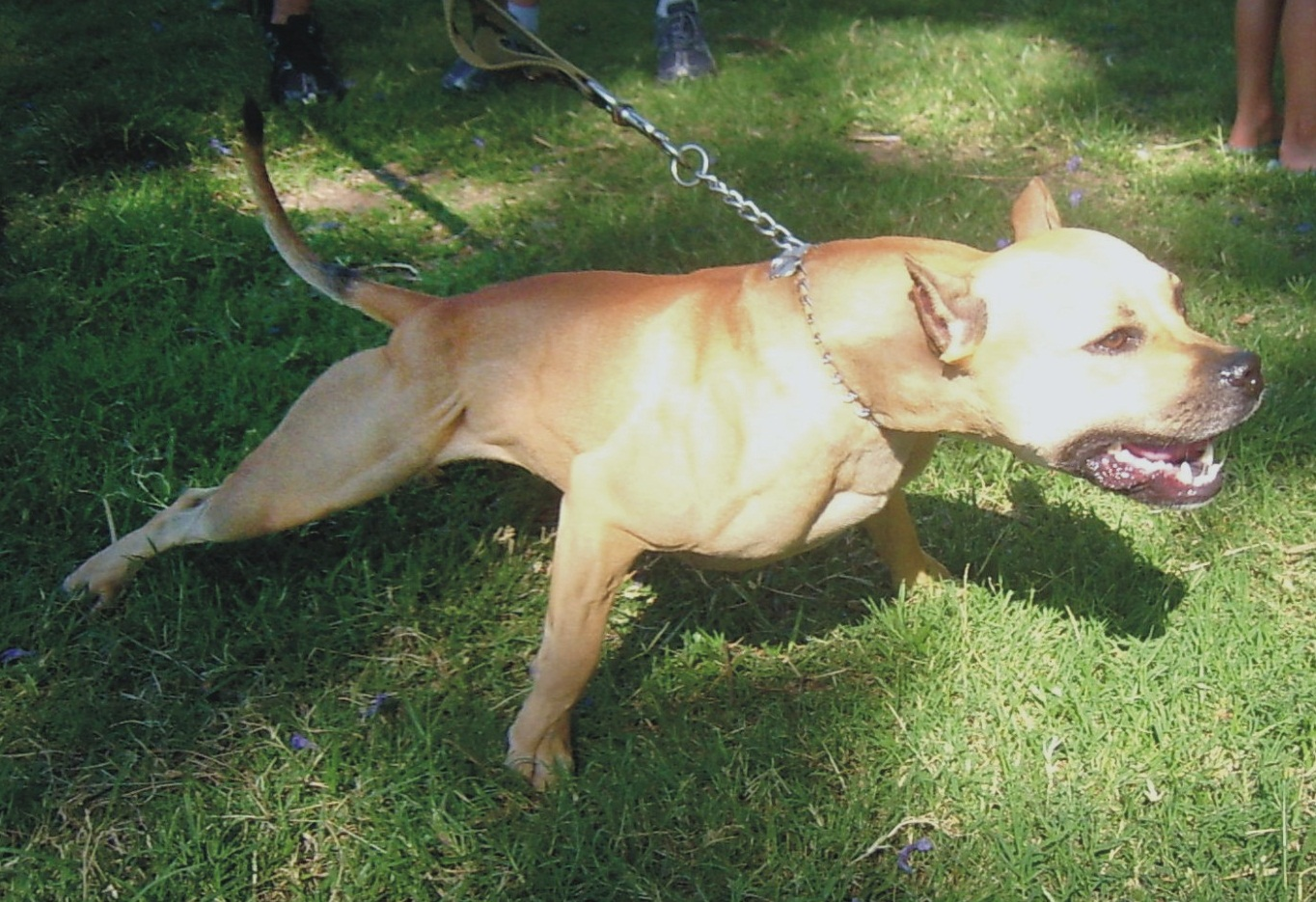
Americký pitbulteriér je častým předmětem zákazů a regulací.

Bojová plemena psů (anglicky dog fighting breeds) je nesourodé označení používané pro psí plemena, která jsou vyšlechtěna přímo za účelem psích zápasů nebo se postupem času začala v těchto zápasech používat. Taková plemena jsou mnohdy považována za nebezpečná, proto je v řadě zemí vlastnictví těchto psů regulováno speciálními zákony. Bojová plemena nespadají pouze pod jednu skupinu plemen rozeznávaných Mezinárodní kynologickou federací, nýbrž jsou rozprostřená mezi více z nich.

## Existující plemena
- Akita Inu[6]
- Americký pitbulteriér[7]
- Americký stafordširský teriér[8]
- Anglický bulteriér[9]
- Pákistánská bully kutta[10]
- Malorská doga[11]
- Argentinská doga[12]
- Gull Dong
- Gullský teriér
- Kerry blue teriér
- Neapolský mastin[13]
- Kanárská doga[14]
- Šarpej[15]
- Španělský mastin[16]
- Stafordširský bulteriér[17]
- Tosa-inu[18]

## Vyhynulá plemena
- Blue Paul teriér[19]
- Bull a teriér[20]
- Cordobský bojový pes[21]
- Kubánský mastin[22]
- Staroanglický buldok